# Dvärgkastning
Dvärgkastning är en aktivitet där de tävlande kastar personer med dvärgväxt, ibland mot en vägg klädd med kardborreband, och har framförallt utövats som barunderhållning.
Aktiviteten anses ofta förnedrande, och är förbjuden i flera länder.

## Medicinska risker
Människor med tillväxthämningar, som dvärgväxt, har ofta specifika medicinska tillstånd och sårbarheter som ökar risken för komplikationer. Att kasta eller kasta personer med tillväxthämningar kan ha allvarliga konsekvenser, särskilt i fall där det finns kyfos och skolios.
Kyfos är en tillstånd där ryggraden böjer sig framåt, vilket kan leda till en krökning av ryggen. Scolios är en sidokrökning av ryggraden. Båda dessa tillstånd kan orsaka smärta, begränsad rörlighet och andningsproblem. Dvärgkastning kan öka risken för skador och förvärra dessa tillstånd, eftersom att kasta en person med tillväxthämning utsätter ryggraden och andra sårbara delar av kroppen för kraft.
Olika medicinska källor och organisationer har varnat för farorna med dvärgkastning för personer med tillväxthämningar. Det finns fall där personer med tillväxthämningar har lidit allvarliga skador och till och med avlidit som en följd av dvärgkastning.
Vid den 69:e Golden Globe Awards 2012, när Peter Dinklage vann priset för "Bästa manliga biroll - serier, miniserier eller TV-film", berättade han för publiken att han hade tänkt på "en man vid namn Martin Henderson" och föreslog att de skulle googla hans namn. Henderson var en man med dvärgväxt från Somerset, England, som allvarligt skadades efter att ha blivit kastad av en rugbyfan i en bar. Dinklages tal väckte medial och allmän uppmärksamhet för fenomenet dvärgkastning, där Hendersons namn blev en global trend på sociala medier. Henderson avled slutligen av sina skador 2016, fem år efter händelsen.

## Motstånd
Under 1980-talet växte motståndet mot denna aktivitet, där motståndarna invände mot 'mänsklig värdighet' och strävade efter ett förbud.
Dvärgkastning väcker moraliskt motstånd på grund av objektifieringen av de involverade personerna. I grund och botten reduceras de till objekt, liknande leksaker, som används för nöjes skull. Denna form av dehumanisering betraktas enligt forskning som problematisk, eftersom den underminerar den inneboende mänskliga värdigheten genom att behandla individer som rent kastmaterial, avskalade från sin autonomi och respekt.
De moraliska invändningarna mot dvärgkastning förstärks av det faktum att allmänheten, genom att betrakta deltagarna som kastobjekt, förnekar deras mänsklighet och reducerar dem till källor för nöje utan att ta hänsyn till deras känslor, integritet och självrespekt. Denna form av objektifiering sträcker sig bortom rent nöje och berör kärnan av mänsklig värdighet. Det moraliska dilemmat kring dvärgkastning illustrerar enligt vetenskaplig forskning den bredare oron över dehumanisering, där individer reduceras till objekt, i detta fall för nöjes skull för andra.

## Legalitet

### Australien
Australien betraktas ofta som platsen där dvärgkastning uppstod som en form av pubunderhållning i början av 1980-talet. Det finns lagar som implicit förbjuder dvärgkastning, men det finns inga explicita lagar som förhindrar att en samtyckande person blir "kastad".

### Kanada
I Ontario, Kanada, infördes 2003 lagen "Dwarf Tossing Ban Act" av Windsor West LPP Sandra Pupatello i "Ontarios lagstiftande församling". Detta privatmedlems offentliga förslag nådde inte längre än till införandet för andra eller tredje behandlingen, fick ingen kunglig godkännelse och dog därmed vid slutet av den 37:e lagstiftande församlingen. Förslaget föreslog en böter på högst 5 000 dollar och/eller fängelse i högst sex månader.

## Populärkulturella referenser till dvärgkastning
I filmen Sagan om ringen, på den trasiga bron i Mines of Moria, kastar människan Aragorn två av sina hobbit-följeslagare över en stor klyfta innan pelaren de står på kollapsar. Dvärgen Gimli berättar för Aragorn, "Ingen kastar en dvärg!", innan han själv hoppar över. Senare, under the Battle of Helm's Deep, låter Gimli Aragorn att kasta honom över en annan klyfta för att kunna strida mot Sarumans arméer, efter att Aragorn lovar att aldrig nämna handlingen för alven Legolas, som hunnit bli en nära vän till Gimli. I regissörens kommentarer i the special extended DVD edition av Sagan om Ringen debatteras huruvida sporten har sitt ursprung i Storbritannien eller Australien. Regissörens kommentarer fortsätter med att berätta att manusförfattarna inte insåg att dvärgkastning inte var lika vanligt i USA och andra regioner som det är i Nya Zeeland, och därför inte räknade med att många fans i slutändan inte visste vad skämtet syftade på. Ingen av händelserna, eller något liknande, figurerar i boken Sagan om Ringen.